# 柯西序列
在数学中，柯西序列、柯西列、柯西数列（英語：Cauchy sequence），也称为基本列，是指一个元素随着序数的增加而愈发靠近的数列，以数学家奥古斯丁·路易·柯西的名字命名。
柯西列的定义依赖于距离的定义，所以只有在度量空间中柯西列才有意义。在更一般的一致空间中，可以定义更为抽象的柯西滤子和柯西网。
柯西列一个重要性质是，在完备空间中，所有的柯西数列都有极限且极限在这空间里，这就让人们可以在不求出这个极限（如果存在）的情况下，利用柯西列的判别法则证明该数列的极限是存在的。柯西列在构造具有完备性的代数结构的过程中也有重要价值，如构造实数。

## 复数的柯西列
一个复数序列
{\displaystyle z_{1},z_{2},z_{3},\ldots }
被称为柯西列，如果对于任何正实数{\displaystyle r>0}，存在一个正整数{\displaystyle N}使得对于所有的整数{\displaystyle m,n\geq N}，都有
{\displaystyle |z_{m}-z_{n}|<r,}
其中的竖线表示绝对值或模。
类似地，我们可以定义实数的柯西列。

## 度量空间中的柯西列
为了将柯西列的定义推广到一般的度量空间，必须将绝对值替换为该度量空间中的距离。
形式上说，给定任何一个度量空间{\displaystyle (M,d)}，一个序列
{\displaystyle x_{1},x_{2},x_{3},\ldots }
被称为柯西列，如果对于任何正实数{\displaystyle r>0}，存在一个正整数{\displaystyle N}使得对于所有的整数{\displaystyle m,n>N}，都有
{\displaystyle d(x_{m},x_{n})<r}
其中{\displaystyle d(x,y)}表示{\displaystyle x}和{\displaystyle y}之间的距离。
直观上说，一个序列中的元素越来越靠近似乎说明这个序列必然在这个度量空间存在一个极限，而事实上在某些情况下这个结论是不对的。

### 例子
- 对于有绝对值作为范数的有理数空间{\displaystyle \mathbb {Q} }，定义数列：

{\displaystyle x_{1},x_{2},x_{3},\cdots }满足： {\displaystyle x_{n}={[{\sqrt {2}}n] \over n}}
这个数列趋于 {\displaystyle {\sqrt {2}}} ，但{\displaystyle {\sqrt {2}}}不属于{\displaystyle \mathbb {Q} }，因此这个数列不收敛。
- 对于所有多项式组成的空间，定义每个多项式的范数是其系数绝对值的最大值，两个多项式之间的距离则是它们的差的范数。考虑多项式列：:{\displaystyle x_{1},x_{2},x_{3},\cdots }满足： {\displaystyle x_{n}=\sum _{k=1}^{n}{x^{k} \over k}}。这个多项式列中，对任意 {\displaystyle m>n\in \mathbb {N} }，{\displaystyle d(x_{m},x_{n})=||\sum _{k=n+1}^{m}{x^{k} \over k}||={1 \over n+1}}，趋于零，因此它是一个柯西列。但这个柯西列显然不收敛。

## 完备性
一个度量空间{\displaystyle X}中的所有柯西數列都會收斂到 {\displaystyle X} 中的一點 ，那么{\displaystyle X}被称为是一个完备空间。
- 例子：实数

实数是完备的，而且标准的实数构造包含有理数的柯西列。
- 反例：有理数

有理数{\displaystyle \mathbb {Q} }在通常定义的距离意义下不是完备的：
存在某个由有理数组成的序列，收敛到某个无理数，所以這數列在有理数這空間是不收敛的。
例如：
- 如下定义的序列：{\displaystyle x_{0}=1,x_{n+1}=(x_{n}+2/x_{n})/2}，即{\displaystyle (1,3/2,17/12,...)}。可以证明这个序列收敛到一个无理数{\displaystyle {\sqrt {2}}}。
- 对于每个给定的{\displaystyle x\neq 0}而言，以下函数{\displaystyle \exp(x),\sin(x),\cos(x)}的值都可以表示为一个有理数序列的极限，但当{\displaystyle x}为有理数时，这个值却是无理数。

### 其他性质
任何收敛數列必然是柯西列，任何柯西列必然是有界序列。
如果{\displaystyle f\colon M\rightarrow N}是一个由度量空间{\displaystyle M}到度量空间{\displaystyle N}的一致连续的映射，并且{\displaystyle \{x_{n}\}}是{\displaystyle M}中的柯西列，那么{\displaystyle \{f(x_{n})\}}也必然是{\displaystyle N}中的柯西列。
如果{\displaystyle \{x_{n}\}}和{\displaystyle \{y_{n}\}}是有理数、实数或复数构成的柯西列，那么{\displaystyle \{x_{n}+y_{n}\}}和{\displaystyle \{x_{n}y_{n}\}}也是柯西列。

## 推广

### 拓扑向量空间中的柯西列
在一个拓扑向量空间{\displaystyle X}中同样可以定义一个柯西列：在{\displaystyle X}选择一个{\displaystyle 0}局部基{\displaystyle {\mathcal {B}}}，如果对于{\displaystyle {\mathcal {B}}}中的任何元素{\displaystyle V}，存在一个正整数{\displaystyle N}使得对于任意的{\displaystyle m,n>N}而言，序列{\displaystyle \{x_{k}\}}满足{\displaystyle x_{m}-x_{n}\in V}，那么这个序列就称为一个柯西列。
如果这个拓扑向量空间{\displaystyle X}上有恰好可以引入一个平移不变度量{\displaystyle d}，那么上述方法定义的柯西列和利用这个度量{\displaystyle d}定义的柯西列是等价的。

### 群中的柯西列
在一个群中，同样可以定义柯西列：
命{\displaystyle H=\{H_{r}\}}表示一列有限指标的递减的{\displaystyle G}的正规子群，那么群{\displaystyle G}中一个序列{\displaystyle \{x_{n}\}}称为柯西列（对于上述{\displaystyle H}而言），当且仅当对于任意的{\displaystyle r}，存在正整数{\displaystyle N}使得对于任意的{\displaystyle m,n>N}，都有{\displaystyle x_{m}x_{n}^{-1}\in H}。
如果用{\displaystyle C}表示所有的这样定义的柯西列组成的集合，那么{\displaystyle C}在序列点点相乘的意义下构成一个新的群。而且{\displaystyle C_{0}}，即所有空序列（对于任意{\displaystyle r}，存在{\displaystyle N}使得对于任意{\displaystyle n>N}，都有{\displaystyle n\in H_{r}}）构成了{\displaystyle C}的正规子群。而商群{\displaystyle C/C_{0}}称为{\displaystyle G}相对于{\displaystyle H}的完备化。
可以证明，这个完备化同构与序列{\displaystyle \{G/H_{4}\}}的逆向极限同构。
如果{\displaystyle H}是个共尾序列（即任何有限的正规子群均包含某个{\displaystyle H_{r}}），那么这个完备化在与{\displaystyle \{G/H\}_{H}}的逆极限同构的意义下是规范的，这里的{\displaystyle H}跑遍所有有限的正规子群。